# Resolució 236 del Consell de Seguretat de les Nacions Unides
La Resolució 236 del Consell de Seguretat de les Nacions Unides, aprovada l'11 de juny de 1967, després d'assenyalar els informes orals del Secretari General de les Nacions Unides, el Consell va condemnar qualsevol violació de l'alto el foc que es demana a la resolució 234. El Consell va demanar que el Secretari General continués les seves investigacions i informés el més aviat possible i confirmés la seva demanda d'alto el foc. El Consell va demanar el ràpid retorn a les posicions d'alto el foc de totes les tropes que hagin avançat després de les 16:30 hores del GMT el 10 de juny de 1967 i va demanar la plena cooperació amb el Cap de Gabinet del Organisme de les Nacions Unides per la Vigilància de la Treva i els observadors en la implementació de l'alto el foc.
La reunió, sol·licitada per Síria, va aprovar la resolució 236 per unanimitat.